# Tāne
Tāne eller Tāne-mahuta är en skogsgud i Oceaniens mytologi hos maorifolket på Nya Zeeland. Son till Rangi och Papa. 

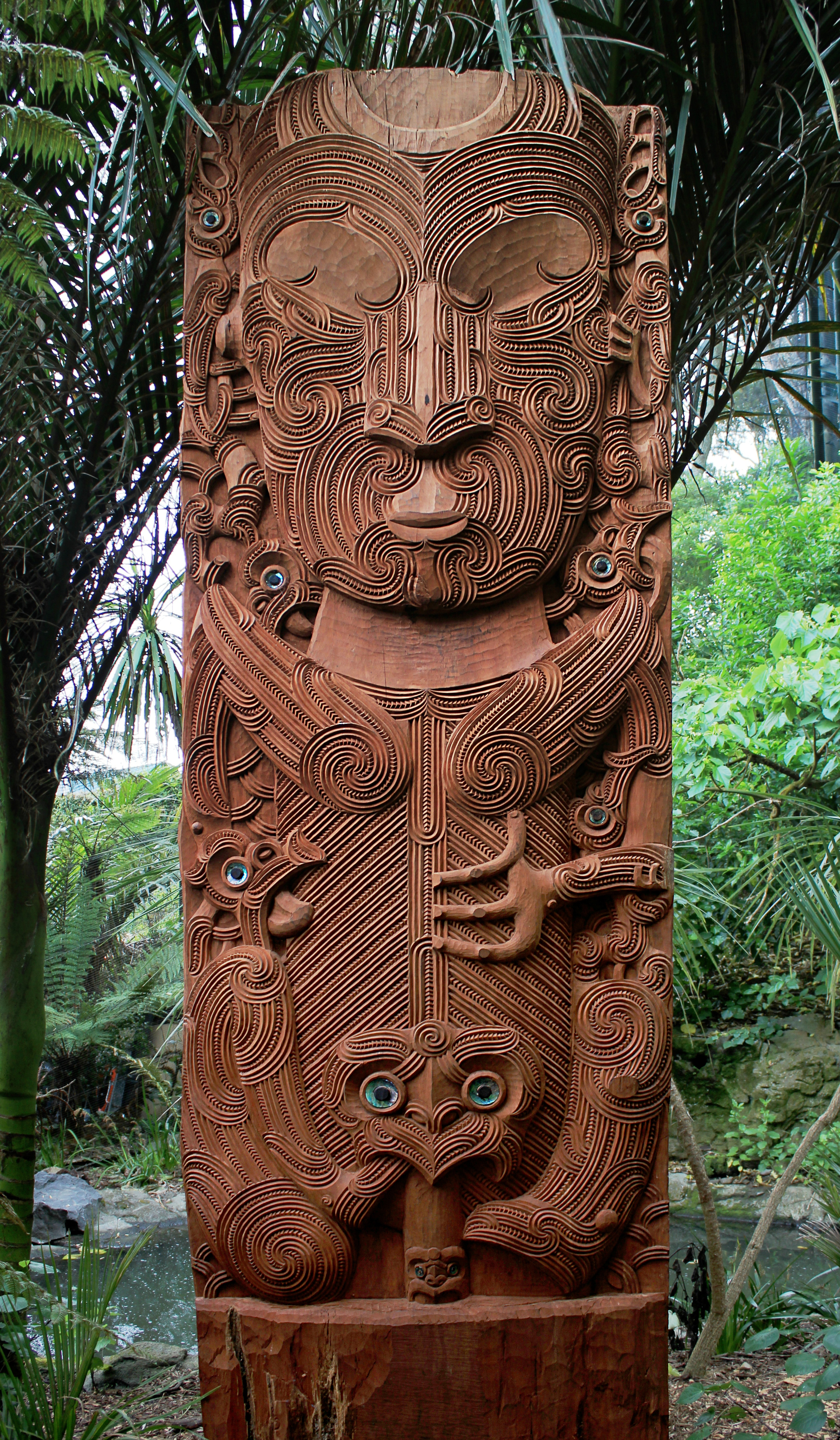
Skulptur av Tāne.

Näst efter de första skapelsegestalterna Rangi och Papa är Tāne den viktigaste guden i det maoriska pantheon. Det var på hans inrådan som han och hans bröder beslutade att skilja föräldrarna åt. Genom att bända isär detta ursprungliga par och skilja dem åt med fyra pelare skapade Tāne den tydliga skillnaden mellan himmel och jord. Tāne sägs också ha hängt stjärnorna på sin faders bröst. Därefter skapade han den första kvinnan, Hine-Ahuone av lera och parade sig med henne. Hon födde honom en dotter, Hine-Titama och han parade sig också med henne. 
Tāne åkallas vanligen innan man fäller träd.